# 吉姆·哈通
詹姆斯·“吉姆”·哈通（英語：James "Jim" Hartung，1960年6月7日—），生于內布拉斯加州奥马哈，美国男子竞技体操运动员。他曾获得1984年夏季奥运会体操比赛男子团体全能金牌。